# Helpis
Helpis is een geslacht van spinnen uit de familie springspinnen (Salticidae).

## Soorten
De volgende soorten zijn bij het geslacht ingedeeld:
- Helpis gracilis Gardzinska, 1996
- Helpis kenilworthi Żabka, 2002
- Helpis longichelis Strand, 1915
- Helpis longipalpis Gardzińska & Żabka, 2010
- Helpis minitabunda (L. Koch, 1880)
- Helpis occidentalis Simon, 1909
- Helpis risdonica Żabka, 2002
- Helpis tasmanica Żabka, 2002